# Aeroporto internazionale di Luang Prabang
L'Aeroporto internazionale di Luang Prabang (Lao: ສະຫນາມບິນສາກົນຫຼວງພະບາງ) è un aeroporto internazionale situato nella città di Luang Prabang nel Laos (IATA: LPQICAO: VLLB). È il secondo aeroporto passeggeri più grande del Laos dopo l'aeroporto di Vientiane-Wattay e serve la città di Luang Prabang e la parte nord del paese; L'aeroporto si trova a circa 4 chilometri (2,5 mi) dal centro di Luang Prabang. È un hub regionale per voli internazionali per Bangkok, Chiang Mai e Siem Reap nonché voli nazionali per Vientiane. L'aeroporto è stato sottoposto a significativi lavori di espansione nel 2012-2013, ed è stato riqualificato.